# 加權平均數
加权平均数与算术平均数类似，不同點在于，数据中的每个点对于平均数的贡献并不是相等的，有些点要比其他的点更加重要。加权平均数的概念在描述统计学中具有重要的意义，并且在其他数学领域产生了更一般的形式。
如果所有的权重相同且等于一，那么加权平均数与算术平均数相同。加权平均数作为算术平均数的更广义的表现形式，加权平均数具有一些看起来违反常理的性质，例如辛普森悖论。
术语加权平均数通常指的是加权算术平均数，但是其他平均数的加权版本也可以计算出来，例如加权几何平均数和加权调和平均数。

## 例子
给出一个学校的两个班级，一个班级有20名学生，另一个有30名学生，在一次测验中两个班级的成绩分别为：
一班 = 62, 67, 71, 74, 76, 77, 78, 79, 79, 80, 80, 81, 81, 82, 83, 84, 86, 89, 93, 98
二班 = 81, 82, 83, 84, 85, 86, 87, 87, 88, 88, 89, 89, 89, 90, 90, 90, 90, 91, 91, 91, 92, 92, 93, 93, 94, 95, 96, 97, 98, 99
从以上数据可以得出，一班的直接平均数是80，二班的直接平均数是90。而80和90的直接平均数是85，这是两个班级均值的均值。然而，这样的计算并没有考虑到每个班级学生的不同数量，85这个平均值并没有完整反映出这两个班级整体的平均成绩（与班级无关），平均学生成绩可以通过计算所有学生成绩的平均数来获得，或者通过以班级人数作为权重来计算两个班级均值的加权平均数获得：
{\displaystyle {\bar {x}}={\frac {4300}{50}}=86}
或者，用班级均值的加权平均数计算:
{\displaystyle {\bar {x}}={\frac {(20)80+(30)90}{20+30}}=86}
加权平均数使得仅知道各个班级平均成绩和学生数量而求出整体学生的平均成绩成为可能。

## 数学定义
以數學式來表示，假設資料中有數值x1～xn：
{\displaystyle [x_{1},x_{2},\dots ,x_{n}]}
各數值各有一個權值w：
{\displaystyle [w_{1},w_{2},\dots ,w_{n}]}
這些數值的加權平均數即為：
{\displaystyle {\bar {x}}={\frac {w_{1}x_{1}+w_{2}x_{2}+\cdots +w_{n}x_{n}}{w_{1}+w_{2}+\cdots +w_{n}}}}
以更簡潔的數學式表示：
{\displaystyle {\bar {x}}={\frac {\sum _{i=1}^{n}w_{i}x_{i}}{\sum _{i=1}^{n}w_{i}}}}
如果所有的權值皆等於1，此時加權平均數便等於算術平均數。

## 参阅
- 平均数
- 均值
- 统计数据
- 集中趋势
- 权函数
- 加权最小二乘法
- 加权平均资金成本
- 权
- 加权几何平均数
- 加权调和平均数